# Oncideres pectoralis
Oncideres pectoralis là một loài bọ cánh cứng trong họ Cerambycidae.